# Heldewier

Heldewier (ook: Heldewier Vignon) is een geslacht waarvan leden sinds 1835 tot de Nederlandse adel behoorden en welke adellijke tak in 1907 uitstierf. Leden van het protestantse geslacht vervulden in de zeventiende en achttiende eeuw vooraanstaande bestuursfuncties in de tweeherige stad Maastricht en in het Staatse deel van de Landen van Overmaas.

## Geschiedenis
De stamreeks begint met Jean Heldewier de oude, die voor 1554 overleed. De zijdekoopman Michel Heldewier (ca. 1565-1620), die tevens wordt aangeduid als 'seigneur de Pierrefontaine', werd geboren te Bergen (Henegouwen), maar vestigde zich mogelijk om godsdienstige redenen in Frankfurt am Main. Zijn in Frankfurt geboren kleinzoon Jacob Heldewier (1617-?) was Brabants schepen en gezworene te Maastricht en regent van het gereformeerd weeshuis aldaar. De familie behoorde tot het eind van het ancien régime tot de kleine kliek van protestantse magistraatsgeslachten in Maastricht, die de bestuursfuncties aan Brabantse zijde verdeelden.
In 1769 trouwde Johannes Wilhelmus Heldewier (1740-1819), schepen van Maastricht en drossaard van Valkenburg, met Jeanne Sybille Vignon (gedoopt 1750) waarna hun nageslacht de naam Heldewier Vignon aannam. Deze patriciaatstak leeft nog voort.
De nazaat mr. Albert Wilhelm Laurens Martinus Heldewier (1791-1870) werd bij Koninklijk Besluit van 3 augustus 1835 verheven in de Nederlandse adel. Met een dochter van de laatste stierf de adellijke tak van het geslacht in 1907 uit.
De familie werd in 1914 opgenomen in het genealogische naslagwerk Nederland's Patriciaat.

## Enkele telgen
Mr. Daniël Michiel Gijsbert Heldewier (1753-1822), lid vroedschap, lid van de raad, maire (burgemeester) van Leiden
- Jhr. mr. Albert Wilhelm Laurens Martinus Heldewier (1791-1870), Nederlands diplomaat; trouwde in 1824 met Johanna Jacoba Maria Slicher (1800-1851), hofdame van de koningin, lid van het geslacht Slicher
  - Jkvr. Albertina Gijsbertha Jeanne Marie Heldewier (1828-1907), hofdame van koningin Sophie, laatste adellijke telg van het geslacht; trouwde in 1859 met Amédée Edouard Augustin Ghislain (Belgisch) baron Pycke (1824-1898), Belgisch diplomaat en senator
  - Jhr. mr. Maurice Jean Louis Jacques Henri Antoine Heldewier (1829-1880), Nederlands diplomaat

Geslachten die opgenomen zijn in het sinds 1910 verschijnende genealogische naslagwerk Nederland's Patriciaat. Lijst volgens opgave van het CBG Centrum voor familiegeschiedenis.
A · B · C · D · E · F · G · H · I · J · K · L · M · N · O · P · Q · R · S · T · U · V · W · Y · Z